# 문혜인
문혜인은 대한민국의 배우이다.

## 학력
- 한국예술종합학교 연극원 연기과
- 서울대학교 고고미술사학과

## 출연 작품

### 영화
- 《다섯 번째 흉추》 (2023년) - 결 역
- 《익스트림 페스티벌》 (2023년) - 카페 사장 역
- 《소피의 세계》 (2022년) - 조 역
- 《역량향상교육》 (2021년)
- 《두 개의 물과 한 개의 라이터》 (2020년)
- 《페어플레이》 (2020년) - 작가 역
- 《고온다습》 (2020년)
- 《그녀를 지우는 시간》 (2020년)
- 《뒤로 걷기》 (2020년)
- 《에듀케이션》 (2020년) - 성희 역
- 《찬실이는 복도 많지》 (2020년) - 분장 역
- 《영화로운 나날》 (2019년) - 지현 역
- 《밤밤밤》 (2018년)
- 《점선대로》 (2018년) - 지인 역
- 《증언》 (2018년) - 혜인 역
- 《그 언덕을 지나는 시간》 (2018년)
- 《시, 집》 (2018년) - 희수 역
- 《너와 극장에서》 (2018년) - 수영 역
- 《혜영》 (2016년)
- 《한낮의 우리》 (2016년) - 진주 역
- 《나가요: ながよ》 (2016년) - 다현 역

## 수상
- 2017년 제43회 서울독립영화제 독립스타상
- 2019년 제24회 부산국제영화제 올해의 배우상
- 2022년 제23회 전주국제영화제 한국단편경쟁 감독상